# John Adams (comerciante)
John Adams (1672 o 1673- c. 1745) fue un comerciante canadiense nacido en Estados Unidos y miembro del Consejo de Nueva Escocia. Era el suegro de Henry Newton.

## Biografía
Nació en Boston en 1672 o 1673, hijo de John y Avis Adams. Creció como un pequeño comerciante y se unió al regimiento de Nueva Inglaterra de Charles Hobby, participando en la captura de Port-Royal en 1710. Poco después, se instaló en Annapolis Royal, Nueva Escocia, regresando a la vida civil. Allí, comerció productos manufacturados con los acadianos y los nativos americanos de la provincia y asumió el papel de agente inmobiliario y contratista. Se unió al Consejo Ejecutivo de Nueva Escocia el 28 de abril de 1720, ocupando su cargo allí durante 20 años; los registros muestran que pocos sirvieron durante tanto tiempo como él. También ocupó varios otros cargos públicos en la provincia. Fue nombrado notario público y recaudador adjunto de aduanas de Annapolis Royal en 1725, y se le designó como juez de paz en marzo de 1727.
A mediados de la década de 1720, su vista comenzó a fallar, lo que lo llevó casi a la ceguera en 1730. Después de esto, estuvo menos activo en las actividades comunitarias y el comercio. Solicitó al rey una pensión varias veces, pero fracasó. Culpó de su discapacidad a la sobreexposición al sol durante un ataque indígena a Annapolis Royal en 1724. En diciembre de 1739 murió el vicegobernador Lawrence Armstrong. Con la ausencia del Mayor Mascarene para ocupar el lugar de Armstrong, el se convirtió en el nuevo presidente del consejo y jefe del gobierno civil. En una reunión celebrada el 22 de marzo de 1740, con el regreso de Mascarene, los concejales declararon que él era el legítimo presidente del consejo. Este giro de los acontecimientos lo llevó a retirarse a Boston a finales de agosto o principios de septiembre de 1740, donde permaneció el resto de su vida. Falleció algún tiempo después de 1745.